# Famille von Tschirschky
La famille von Tschirschky (Tschirsky, Tschierschky) est une famille de la noblesse immémoriale de Silésie, connue depuis le XIIIe siècle, qui a essaimé en Pologne et en Bohême. Elle a donné des généraux, diplomates, propriétaires terriens, gouverneur de citadelle, chambellan, député,.

## Historique
Ancienne famille noble polonaise descendant, selon Oloski et Paprocius, d’un vaillant guerrier du nom de Wieniawa. Cette famille partit de Pologne pour se rendre en Bohême puis en Silésie, dans la principauté de Schweidnitz, où Rohstock fut leur première possession. L’origine de leur nom est Tscherske.
Cette famille semble avoir la même origine que la famille bohémienne Pernštejn, c’est également sur cette conclusion que se base la légende de la naissance des armoiries de la famille, car Persten signifie « anneau ». Le nom de famille von Tschirschky est dérivé de la propriété de Czirsyt en Bohême. Les premiers seigneurs von Tschirschky apparaissent au XIIIe siècle en tant que propriétaires de la principauté de Bögendorff près de Schweidnitz, en  Basse-Silésie  . La famille acquiert de nombreuses propriétés et se divise en trois lignées :
1. La lignée des Kunsdorf-Tadelwitzer
2. La lignée des Mechwitz-Weigwitzer
3. La lignée des Wilkauer disparue vers 1800.

Des informations plus précises sur la famille von Tschirschky ne sont disponibles qu’à partir de 1607 avec les deux frères  Franz von Tschirschky, seigneur d’Ullersdorf (Modlecin en Pologne) et Adam von Tschirschky, seigneur d’Arnsdorf (Milikowice en Pologne).
Franz eut un fils, Joachim, seigneur d’Ullersdorf, Adam eut également un fils en seconde union, Leonhard d’Arnsdorf, seigneur de Schmitzdorf, Pristram (Przystronie en Pologne) et Kunsdorf (Podlésie Niemcza en Pologne), plus ancien propriétaire terrien de la principauté de Brieg.
Trois des quatre fils de Leonhard d’Arnsdorf assurèrent la descendance grâce à la naissance de plusieurs fils : 
- Joachim Friedrich, seigneur de Kunsdorf et Kobelau (Kobyla Glowa en Pologne);
- Ernst Leonhard, seigneur de Mechwitz (Miechowice Olawskie en Pologne), conseiller de l’empereur;
- Hans Adam, seigneur de Pistram (Przystronie).

La succession de Joachim Friedrich et de Ernst Leonhard  de Mechwitz furent durablement assurée.
Dans les années 1800, la famille s’est également rendue en Saxe, dans la région de la Haute Lusace où elle fit l’acquisition de la propriété de Wanscha.
On retrouve également vers 1800, une famille von Tschirschky und Bögendorff  à klein Glien,,,, dans la région du Brandebourg.

## Surnom de Bögendorff ou Bögendorf
Le surnom de "Bögendorf(f)", von Tschirschky und Bögendorff, utilisé par une partie de la famille, est le nom d’une ancienne propriété silésienne située dans la principauté de Schweidnitz,

## Surnom de Reichel et Renard
Le frère aîné de Karl Wilhelm, Joachim Conrad, né en 1728 et mort en 1805, seigneur de Gerlachsdorf, avait eu deux fils et quatre filles de son union avec Beate Christiana von Schickfuss. L’aîné de ses fils, Carl Conrad Leopold Joachim, né en 1766 et mort en 1851, major de l’armée prussienne dans le régiment de Garde-du-Corps, épousa en 1797 Charlotte Freiin von Reichell, née en 1777, décédée en 1837, héritière des propriétés de Schlanz. Le fils aîné de Carl Conrad Leopold Joachim, Benno von Tschirschky, fut désigné par le testament maternel pour représenter le nom et les armoiries des von Reichel.
Benno se maria en 1842 avec la contesse Marie Christine von Renard de la famille von Renard. Leur fils, le comte Mortimer prit le nom de von Tschirschky-Renard. On le voit, sur la photo, en 1905, avec l'armée impériale allemande de Guillaume II d'Allemagne.

## Opposition au nazisme

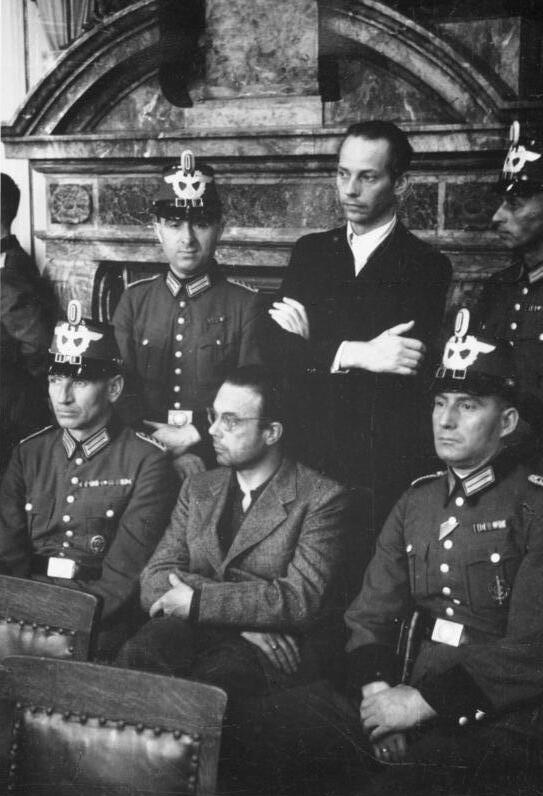
Albrecht von hagen

En 1934, Fritz Günther von Tschirschky, diplomate allemand, échappe de peu à la mort, grâce à l'intervention de son oncle Johan-Paul van Limburg Stirum qui  afficha une très grande hostilité au nazisme et refusa catégoriquement de rencontrer Hitler et les politiciens affiliés au NSDAP. Fritz Günther von Tschirschky est arrêté lors de la nuit des Longs Couteaux et détenu quelques jours au camp de concentration de Lichtenburg. En 1935, il quitte l'Allemagne pour se réfugier à Londres, puis à Paris.
En 1944, deux cousins descendants directement de la famille von Tschirschky, Albrecht von Hagen (1904-1944) et Max Ulrich von Drechsel (1911-1944) n'auront pas la même chance et seront exécutés par pendaison dans la même prison de Plötzensee à Berlin, à un mois d'intervalle. Ils furent reconnus coupables de l'attentat et du complot du 20 juillet 1944 contre Hitler.
Plus de 5 000 personnes, en grande partie des militaires, furent assassinées en 1944.

## Armoiries

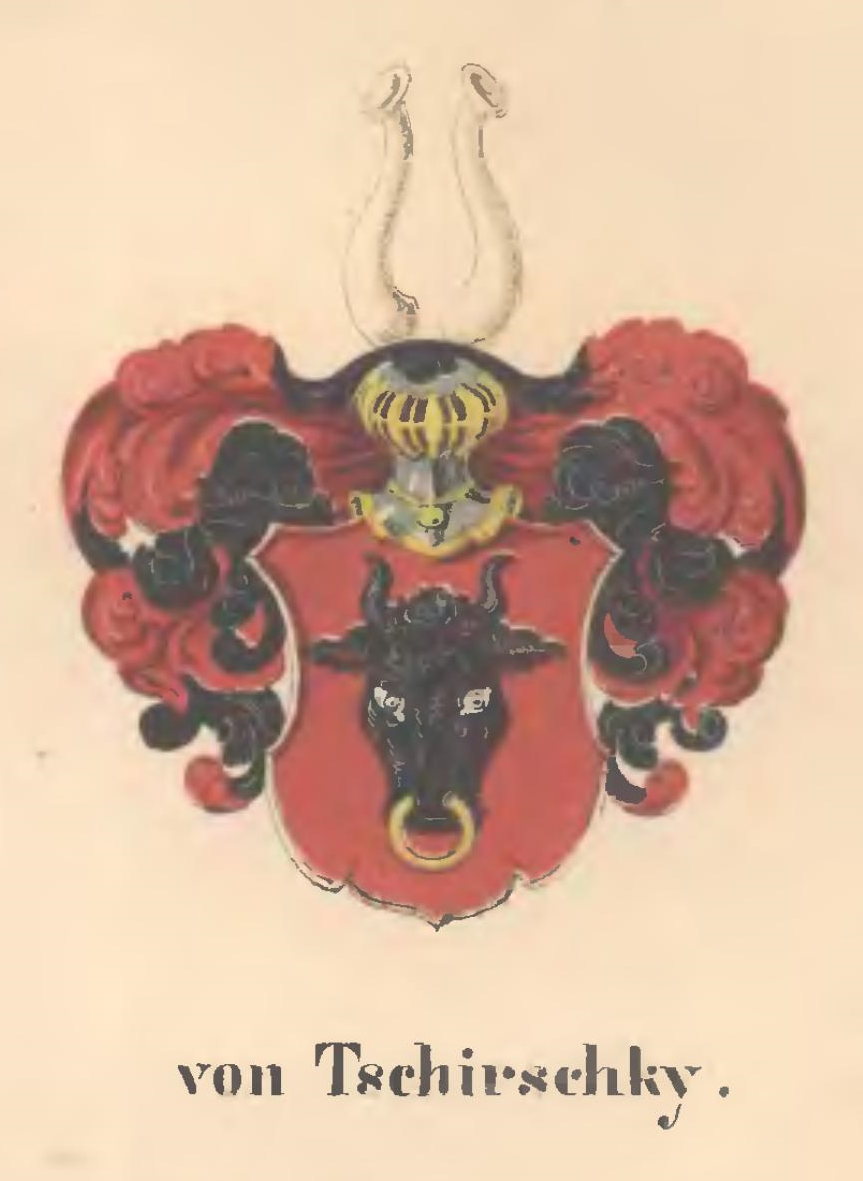
1847-Blason famille von Tschirschky par Leonhard Dorst (de)
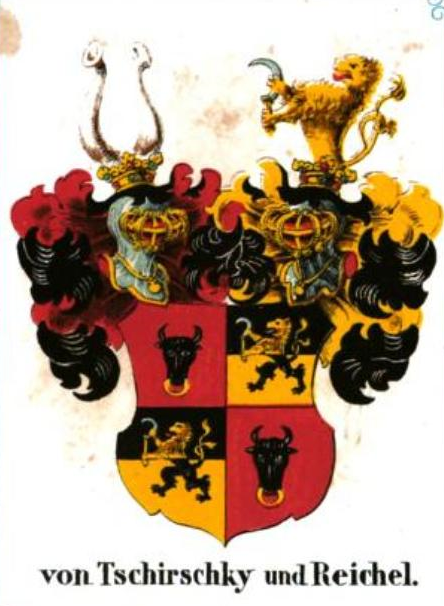
1847 Blason famille von Tschirschky et Reichel par Leonhard Dorst
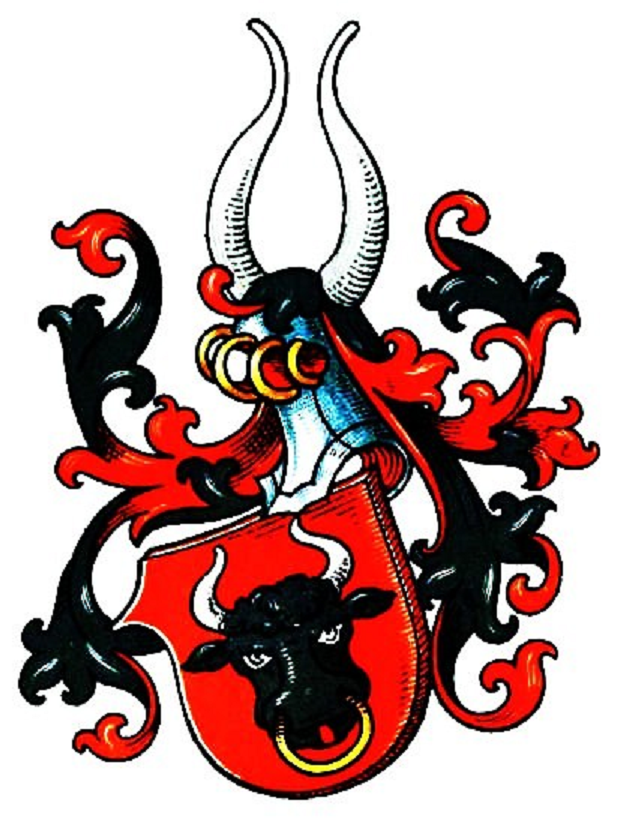
1901-Blason famille von Tschirschky par Alfred Freiherr von Krane
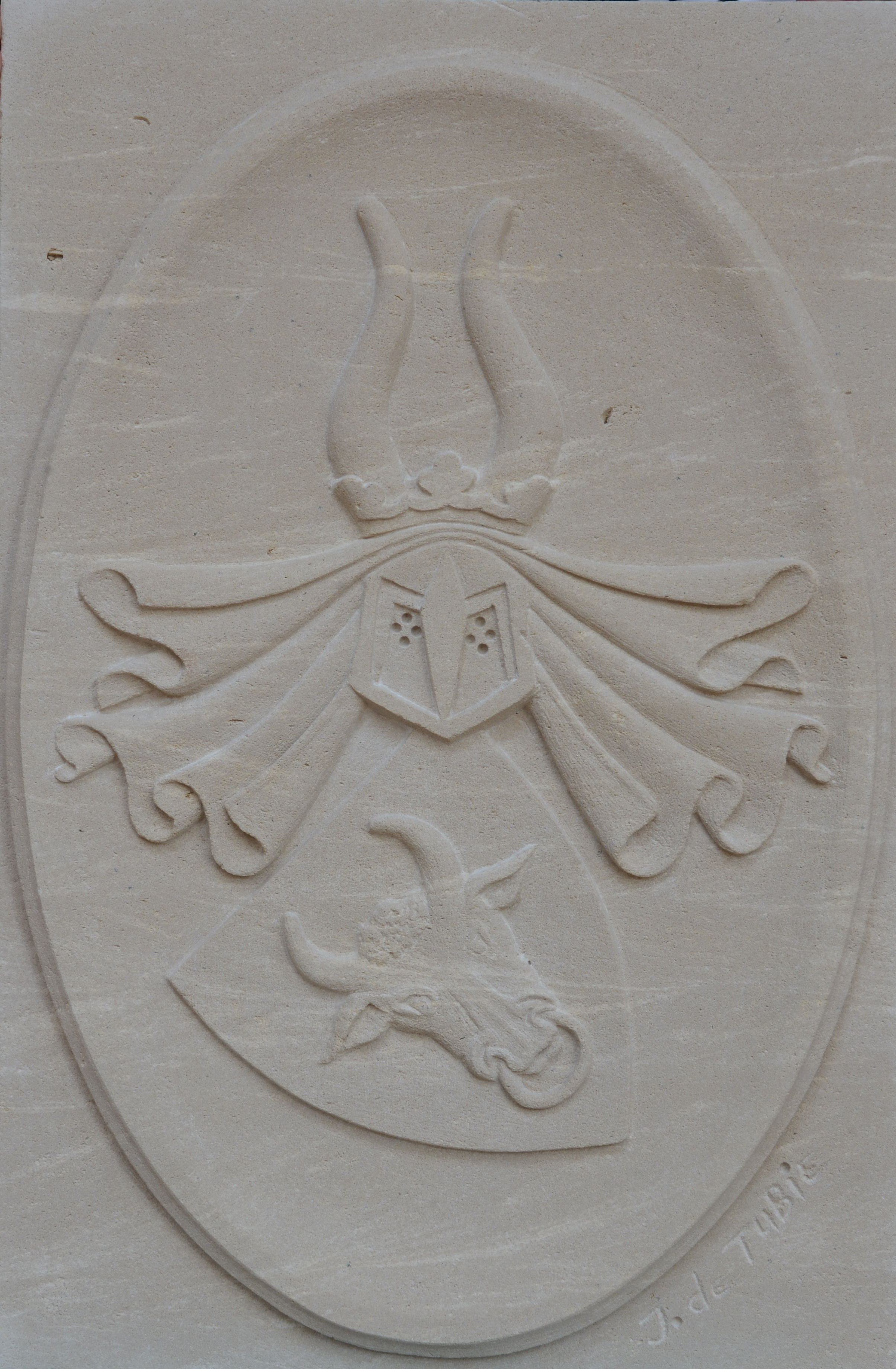
2014 Blason von Tschirschky par J.de Tubie, sculpture sur pierre

## Personnalités

### Militaires
- Friedrich August Albrecht von Tschirschky (1734–1799), generalmajor dans la cavalerie prussienne, gouverneur de la citadelle de Wesel
- Karl Wilhelm von Tschirschky (1735–1803), député, generalmajor dans la cavalerie prussienne,
- Carl Otto Heinrich von Tschirschky und Bögendorff (1802–1833), officier prussien, Piétisme[15]
- Ernst Richard von Tschirschky und Bögendorff (de) und Bögendorff (1822-1904), colonel prussien pendant la Guerre franco-allemande de 1870, commandant du 92e régiment d'infanterie (de)[16]
- Adolf von Tschirschky und Bögendorff (de) (1828–1893), Generalleutnant royal saxon[17] ;
- Mortimer von Tschirschky (1844-1908), propriétaire terrien, major dans l'armée impériale en 1905, parlementaire, fils de Benno von Tschirschky-Reichell ;
- Friedrich Johann von Tschirschky und Bögendorff (1858-1929), colonel, officier royal saxon, commandant de longue date de la forteresse de Königstein d'abord de 1904 à 1912 et une deuxième fois de 1914 à 1917, plus récemment en tant que colonel. Il était chevalier d'honneur de l'Ordre de Saint-Jean.
- Hans von Tschirschky und Bögendorff (de) (1864–1935), generalmajor prussien[5], commandant du 3e régiment d'uhlans de la Garde
- Bernhard von Tschirschky und Bögendorff (1888-1918), officier de marine

### Diplomates
Les plus connus sont Heinrich von Tschirschky und Bögendorff (1858–1916), secrétaire d'État aux Affaires étrangères et ambassadeur à Vienne pendant la guerre de 1914-1918 et Fritz Günther von Tschirschky und Bögendorff.

### Autres
- Julius Friedrich von Tschirschky und Bögendorff (1737–1814), seigneur de Peilau-Schlössel, président du gouvernement de la principauté de Schweidnitz et Jauer, membre de l'église morave[18]
- Heinrich Otto Levin von Tschirschky und Bögendorff (1822–1881), propriétaire terrien à Klein Glien, administrateur de l'arrondissement de Zauch-Belzig de 1852 à 1861
- Bernhard Hans Levin von Tschirschky und Bögendorff (1862-1930), propriétaire terrien à Klein Glien, administrateur de l'arrondissement de Zauch-Belzig de 1898 à 1918[19]
- Heinrich von Tschirschky und Bögendorff (1858–1916), secrétaire d'État aux Affaires étrangères et ambassadeur à Vienne pendant la guerre de 1914-1918
- Otto Julius von Tschirschky und Bögendorff (de) (1818–1903), premier directeur général des chemins en Saxe Royale
- Friedrich Ludwig Von Tschirschky und Bögendorff[20] (1769-1829), fils de Julius Friedrich von Tschirschky und Bögendorff, seigneur de Wanscha, officier du comté d’Oberlausitz en Saxe Royale
- Benno von Tschirschky-Reichell (1810-1878), propriétaire du château de Schlanz et homme politique, membre de la noblesse prussienne à vie
- Fritz Günther von Tschirschky und Bögendorff (1900–1980), homme politique et diplomate allemand et l'une des figures importantes de l'opposition conservatrice au nazisme

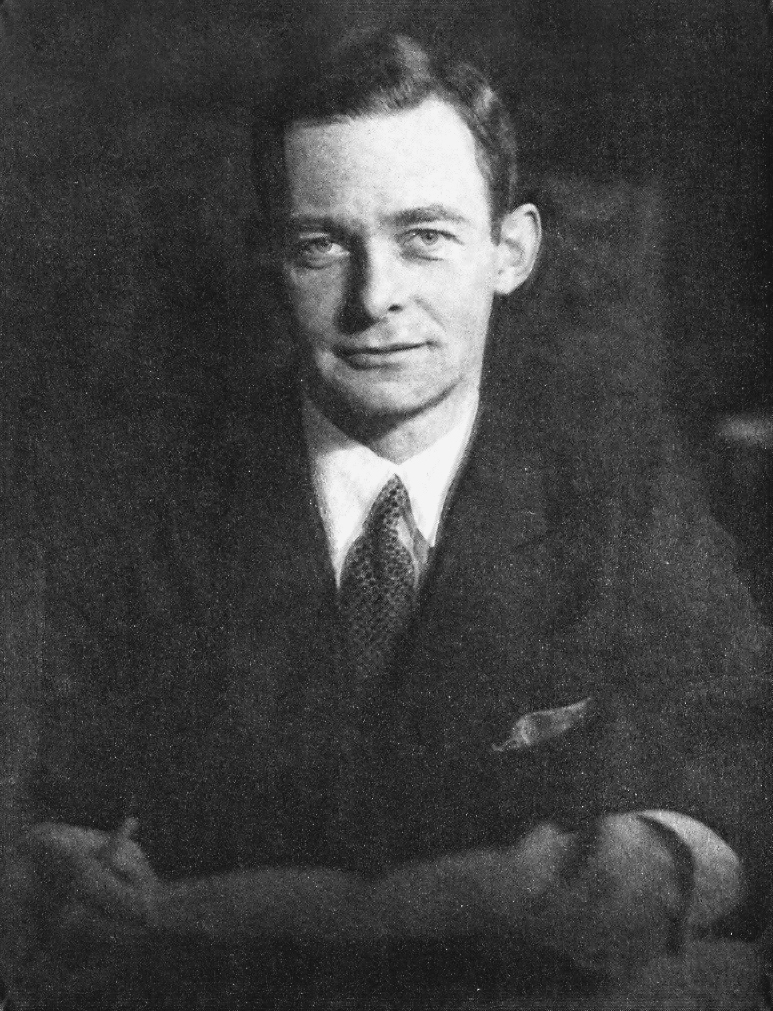
Fritz Günther von Tschirschky und Bögendorff (1900-1980), homme politique, résistant au nazisme
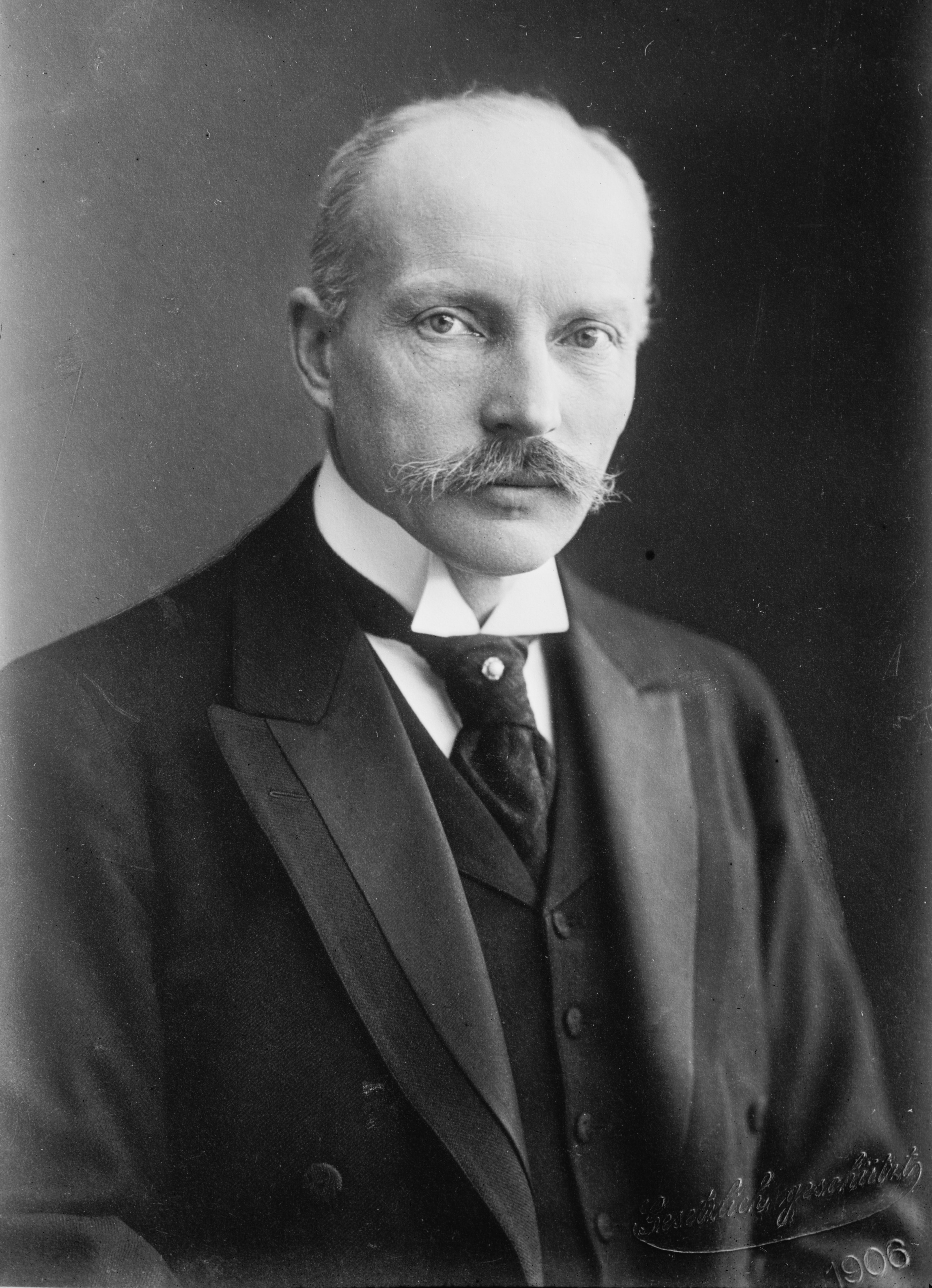
Heinrich von Tschirschky und Bögendorff (1858–1916), secrétaire d'État aux Affaires étrangères et ambassadeur à Vienne pendant la guerre de 1914-1918
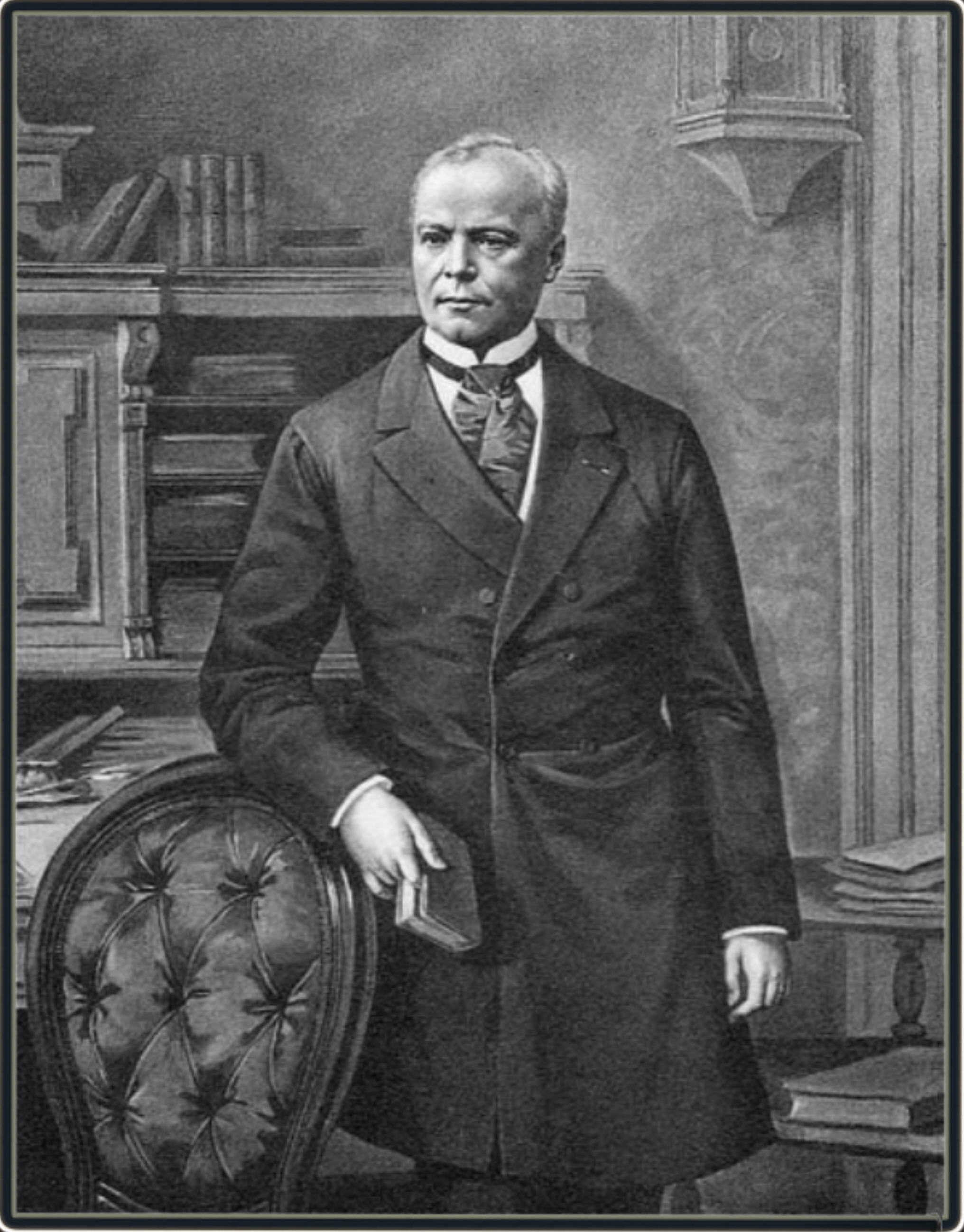
Otto Julius von Tschirschky und Bögendorff (de) (1818–1903), premier directeur général des chemins en Saxe Royale
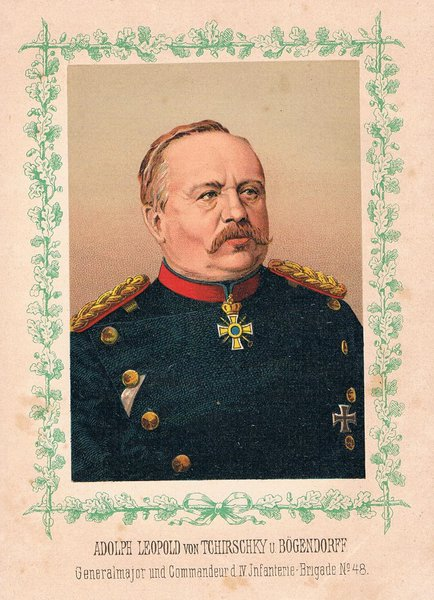
Adolf Leopold von Tschirschky und Bögendorff (1828–1893), Generalleutnant
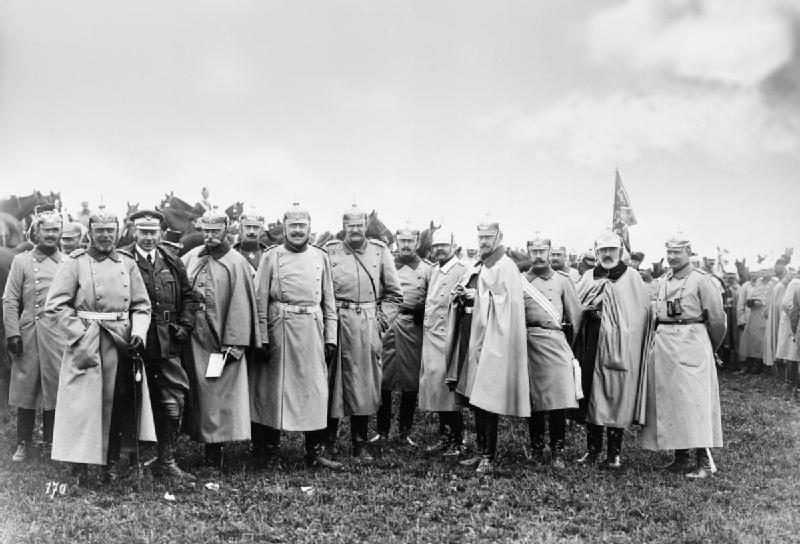
Mortimer von Tschirschky-Renard (1844-1908), deuxième à droite, major dans l'armée impériale en 1905

## Arbre généalogique de 1600 à 1985
famille von Tschirschky, von Tschirschky und Bögendorff, von Tschirschky-Reichell, von Tschirschky-Renard
- Leonhard von Tschirschky (1622–1705)[21]
  - Joachim Friedrich von Tschirschky (†1719)
    - Joachim Friedrich von Tschirschky (1686–1743), seigneur de Kunsdorf und Kobelau, capitaine grenadier dans l'armée impériale du Saint-Empire romain germanique
      - Karl Wilhelm von Tschirschky (1735–1803), député, Generalmajor de cavalerie de l'armée prussienne,
        - Luise Friederike Wilhelmine (1763-1836)
        - Henriette Albertine Beate (1767-1846)
        - Albertine Wilhelmine (1768-1838)
        - Caroline Wilhelmine Friederike (1778-1855), mariée avec le lieutenant-colonel de gendarmerie Eberhard Wilhelm von Blankenfeld (1770–1834). Le couple aura 4 enfants, Hermann (1809-1882), Luise (1812-1879), Gustav (1813-1888), Wilhelm (1817-1882)
        - Sophie Élisabeth (1762-1828)
        - Friedrich Léonhard (1768-1810)
          - Friedrich Ludwig henrich karl (1792-1857)
          - Bernhard Friedrich Eugen (1797- ?)

      - Joachim Conrad (1728-1805) seigneur de Gerlachsdorf
        - Karl Conrad Leopold Joachim (1766-1851), officier prussien
          - Benno von Tschirschky-Reichell (1810-1878), seigneur de Schlanz + Kreiseilwitz +Haberstroh + Sirnig, capitaine de cavalerie, propriétaire terrien, membre de la noblesse prussienne à vie (Prussian Herrenhaus), marié avec la comtesse Marie christine von Renard (1826-1847)
            - Euphémie von Tschirschky-Reichell (1846 à Breslau-1924 à Schlodien), comtesse, mariée en 1868 avec le comte Richard zu Eulenburg (1838-1909). Le couple aura 6 enfants dont 4 filles et 3 fils[22].
            - Mortimer von Tschirschky (1844-1908), comte, officier prussien, membre de la noblesse prussienne à vie (Prussian Herrenhaus). Pas de descendance.

  - Christian von Tschirschky (1660–1742), seigneur de Pristram et Groß Wilkau.
    - Ernst Friedrich Gottlob von Tschirschky (1708–1748), seigneur de Mittel Arnsdorf und Groß Wilkau
      - Friedrich August Albrecht von Tschirschky (1734–1799), seigneur de Ober Arnsdorf, Generalmajor de cavalerie de l'armée prussienne, , commandant de la citadelle de Wesel

  - Ernst Leonhard von Tschirschky und Bögendorff (1657-1721) marié avec Ursula Maria von Arzat (1670-1742) conseiller impérial, seigneur de Mechwitz, Weigwitz, et Schmitzdorf.
    - Marie Eleonore von Tschirschky und Bögendorff (1694-1742) , mariée avec Karl Friedrich von Studnitz (1692-1733)
    - ?? von Tschirschky und Bögendorff[23]
      - Ernst Sigismund von Tschirschky und Bögendorff (1727–1800), seigneur de Groß Graben, et autres domaines dont le château de Domanze en 1771, marié avec friederike Helene Sophie von Lüttwitz (1743-1786)
        - Eléonore Anna von Tschirschky und Bögendorff (1766–1836), mariée avec Wolf Rudolf von Rothkirch (1754-1822)
        - Ferdinand Leonhard von Tschirschky und Bögendorff (1772-1842), riche propriétaire terrien, marié avec la baronne Marianne Charlotte von Lüttwitz (1771-1834), puis avec la comtesse von Nostiz dont il aura 9 enfants[24].
          - Ernestine Henriette Charlotte von Tschirschky und Bögendorff (1799-1850), mariée avec Alexander Otto konrad von Kottwitz (1783-1854)[25]
          - Carl Otto Heinrich von Tschirschky und Bögendorff (1802-1833) , lieutenant à la retraite, piétiste, séparatiste, décédé à la prison du château de Vlotho. Marié avec Amalie von Hahn (1797-1860), veuve Salemon. En 2014, Sa pierre tombale est toujours bien entretenue sur le mont Winterberg près de Vlotho.
            - Henriette von Tschirschky und Bögendorff (1833-1900), mariée à paul Michaelis. Ils auront 7 enfants dont Georg Michaelis, vice-président de la Prusse et chancelier en 1917.

    - Juliana Sophia von Tschirschky und Bögendorff (1701–1739), mariée avec le comte Carl Friedrich I von Pfeil
    - Karl Siegmund von Tschirschky und Bögendorff (1700–1737) marié avec Hélène Elisabethvon Prittwitz und Gaffron (1701-1765)
      - Julius Friedrich von Tschirschky und Bögendorff (1735–1814)[17], président du gouvernement du Duché de Schweidnitz-Jauer, membre de l'église morave
        - Friedrich ludwig von Tschirschky und Bögendorff (1769–1829)[26], propriétaire terrain, seigneur de Wanscha, membre de la Société des sciences de la Haute Lusace à Görlitz, officier du comté d’Oberlausitz en Saxe Royale[27] marié avec Friederike Théodore Elisabeth von Trotta Treyden. La descendance de Friedrich ludwig von Tschirschky und Bögendorff (1769–1829) a un lien de parenté avec la reine d'Angleterre, Élisabeth II[28],[29],[30]
          - Heinrich Friedrich Levin von Tschirschky und Bögendorff (?-1852), propriétaire terrain à klein Glien, administrateur du comté de Zauch-Belzig de 1828 à 1852[31]
            - Heinrich Otto Levin Von Tschirschky und Bögendorff (1822-1881), propriétaire terrain à klein Glien, administrateur du comté de Zauch-Belzig de 1852 à 1861
              - Walter Heinrich Friedrich Otto Levin von Tschirschky und Boegendorf (1860-1924)
                - Elisabeth von Tschirschky und Bögendorff (1890-1985)

              - Hans Wolfgang levin von Tschirschky und Bögendorff (1864-1935), Generalmajor, commandant du troisième régiment de lanciers pendant la première guerre mondiale de 1914-1918
              - Amalie Clara Marie von Tschirschky und Bögendorff (1855-1915), mariée[32] avec Otto Ludwig Konstantin von Schwerin (1851–1939), Generalleutnant
              - Bernhard Hans Levin von Tschirschky und Bögendorff (1862-1930), administrateur du comté de Zauch-Belzig de 1898 à 1918[33]
                - Else Katharina von Tschirschky und Bögendorff  (1900-1968)
                - Fritz von Tschirschky und Bögendorff (1903 – 1941), docteur et officier, décédé en Russie pendant la seconde guerre mondiale

          - Augusta Theodora von Tschirschky und Bögendorff (1797-1883)
          - Franz Ludwig Von Tschirschky und Bögendorff (1799- ?)
          - Adam Rudolf Levin Von Tschirschky und Bögendorff (1801-1876) marié avec Antoinette Amalia Sophia von Strampf (1804-1838), puis avec Henriette von Gersdorff (1811-1895)[34]
            - Julie Antoinette Dorothea (1833-1903) mariée avec le Generalmajor  Gottlieb Arndt von Steuben (1826–1900) . Le couple aura 4 fils, dont Kuno Arndt von Steuben (1855-1935) general der Infanterie, Berndt (1856-1930) colonel, Ernst (1871-1938) lieutenant-colonel, Anton (1858-1928) generalmajor.
            - Maria Anna Ida Victoria Von Tschirschky und Bögendorff (1842-1916) mariée avec Johannes (Hans) von Arnswaldt (1839-1894)[34]

          - Friedrich Karl August von Tschirschky und Bögendorff (1811-1894)

        - Dorothéa friederike elisabeth von Tschirschky und Bögendorff (1774–1829)
        - Friedrich Julius von Tschirschky und Bögendorff (1777–1853), Conseiller de guerre du roi saxon
          - Otto von Tschirschky und Bögendorff (1818–1903), directeur général des chemins de fer du royaume de Saxe
            - Otto Ferdinand Von Tschirschky und Bögendorff (1855–1940), maréchal à la cour royale, chambellan, lieutenant-colonel royaume de Saxe
            - Günther von Tschirschky und Bögendorff (1860–1914), propriétaire terrain, château de Kobelau, marié avec la comtesse von Limburg Stirum
              - Bernhard von Tschirschky und Bögendorff (1888–1918), officier dans la marine prussienne tué pendant la guerre 1914-1918
              - Mortimer von Tschirschky und Bögendorff (?- environ 1918), officier tué pendant la guerre 1914-1918
              - Fritz Günther von Tschirschky und Bögendorff (1900–1980), homme politique et figure importante de l'opposition conservatrice au nazisme.
                - Fille 1
                - Fille 2
                - Fils 1
                - Fils 2

            - Heinrich Leonhard von Tschirschky und Bögendorff (1858–1916), homme politique et ambassadeur allemand
              - Maria Elisabeth Hedwig Josefa (1889-1975) mariée avec le prince et duc Hermann Louis Félix Marie François von Hatzfeldt-Trachenberg (1874-1959)
              - Alexandra Auguste (1890- ?)
              - Marie Henriette Johanna Hedwig Augusta (1897- ?)

            - Sibylle Hedwig und Bögendorff (1862-1951) mariée en 1897 avec le comte Friedrich Vitzthum von Eckstädt (de) (1855-1936) président de la chambre du parlement saxon (de) et propriétaire du château de Lichtenwalde. Le couple aura un fils, Otto Siegfried (1904-1943)

          - Adolf Leopold von Tschirschky und Bögendorff (1828–1893)[17], Generalleutnant et chef d'état-major du royaume de saxe
            - Agnes henriette Von Tschirschky und Bögendorff (1856-1938) mariée avec karl von Kirchbach 1847-1929 dont Arndt von Kirchbach 1885-1963 marié en 1921 avec Ester von Carlowitz (1894-1946) comtesse, journaliste
            - Friedrich Johann Von Tschirschky und Bögendorff (1858-1929), Colonel du Royaume de Saxe-chevalier d'honneur de l'ordre de Saint-Jean—commandant de la Forteresse de Königstein de 1904-1912 et de 1914-1917
              - Hélène Anne Eléonore Von Tschirschky und Bögendorff (1895- ?)
              - Gustav Adolf Friedrich Von Tschirschky und Bögendorff (1897-1918), officier tué pendant la guerre de 1914-1918

### Filiation généalogiques notables
En 2014, quand on regarde de plus près la généalogie d'une branche des von Tschirschky, on s'aperçoit d'une connexion généalogique peu courante, à savoir une connexion avec Élisabeth II, la reine du Royaume-Uni.
Friedrich ludwig von Tschirschky und Bögendorff (1769–1829), seigneur de Wanscha, fils de Julius Friedrich Von Tschirschky (1737-1814), seigneur de Peilau, s'est marié avec Friederike Théodore Elisabeth von Trotta Treyden qui est la petite fille du comte Heinrich XXIX von Reuss, duquel descend en ligne directe, la reine Élisabeth II.
Ernestine Henriette Charlotte von Tschirschky (1799-1850), fille de Ferdinand Leonhard (1772-1842), aura un petit-fils, Georg Leberecht Alexander von Klitzing (1847-1922) qui épouse en 1871, Marie Auguste Eveline von Waldenburg (1849-1929), arrière-arrière-petite-fille du roi de Prusse Frédéric-Guillaume Ier de Prusse.

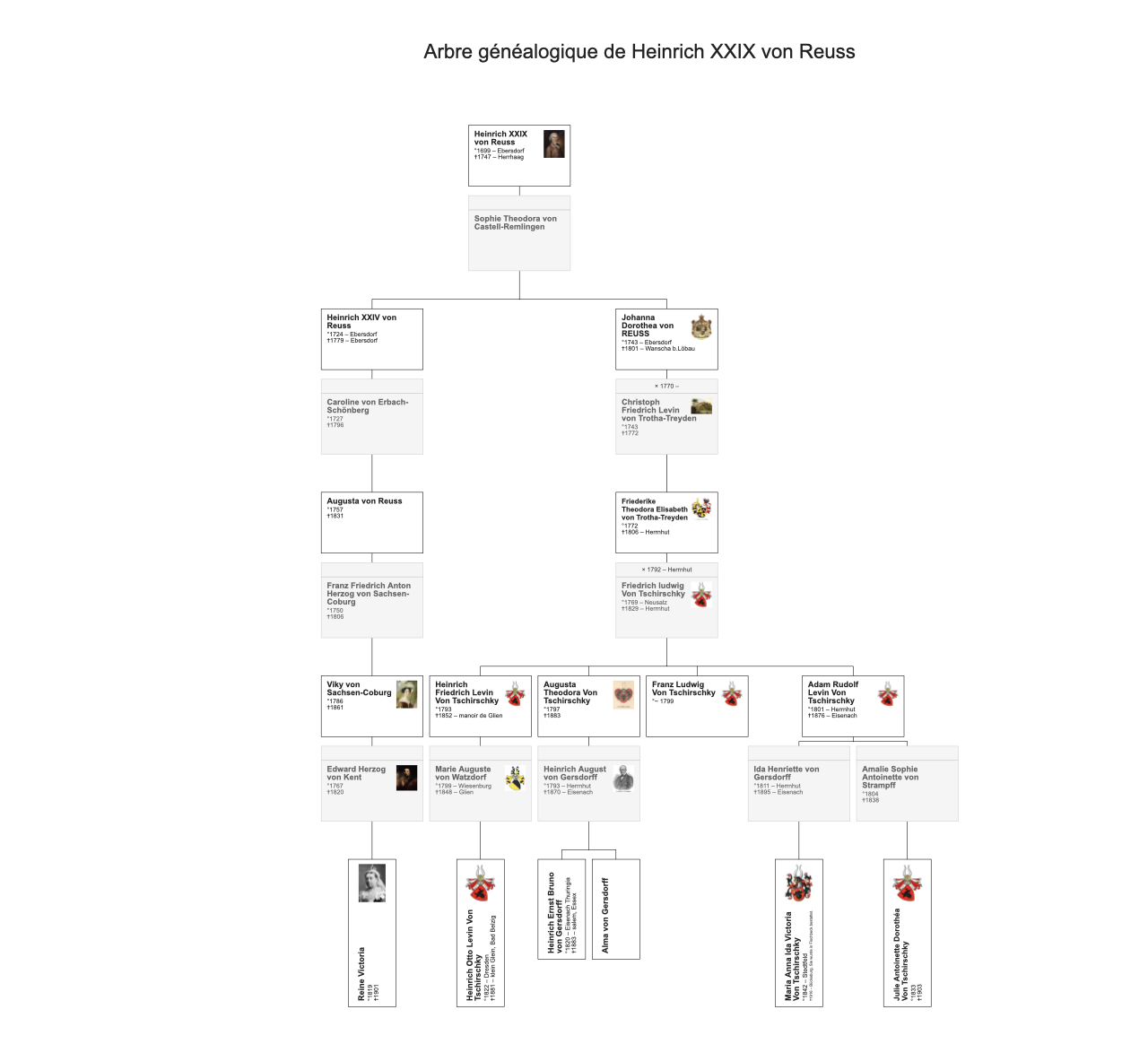
Ascendance de la reine Victoria de Kent avec le comte Henrich XXIX von Reuss

## Propriétés de la famille

Quelques châteaux ou manoirs ayant appartenu à la famille von Tschirschky
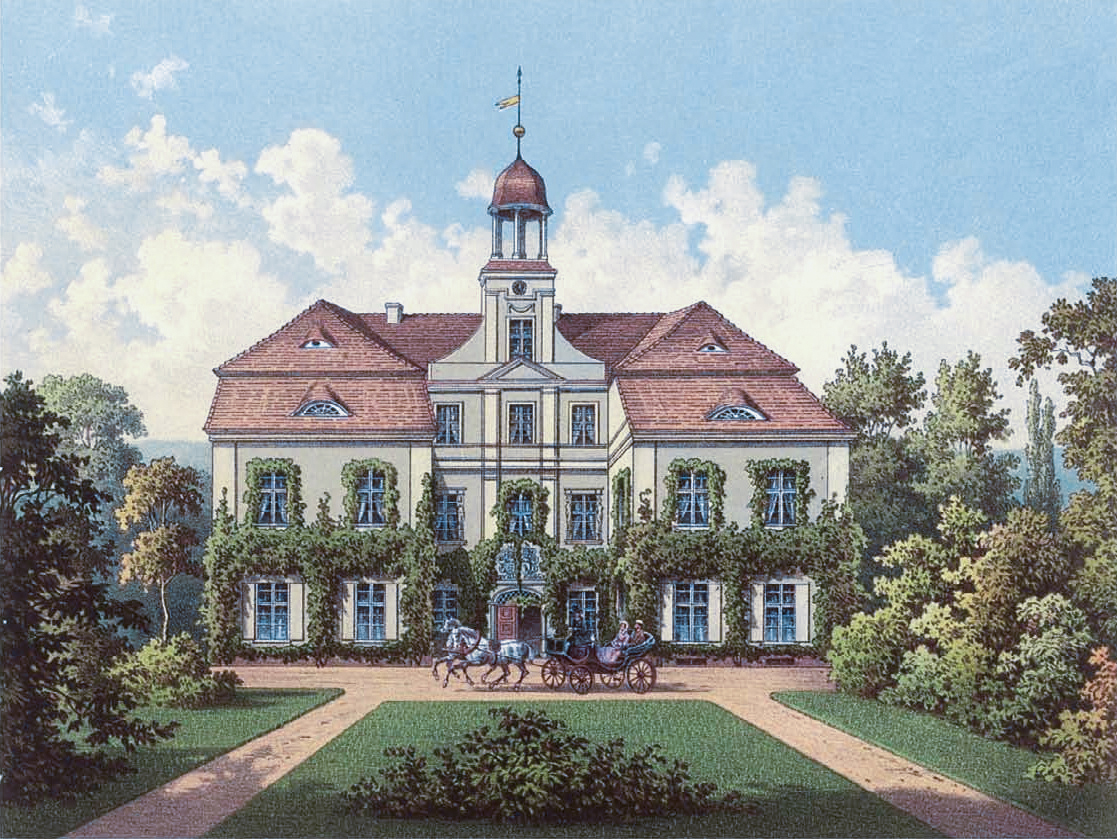
Château de Nieder-Peilau/Piława Dolna en 1813. Il est en ruines en 2014
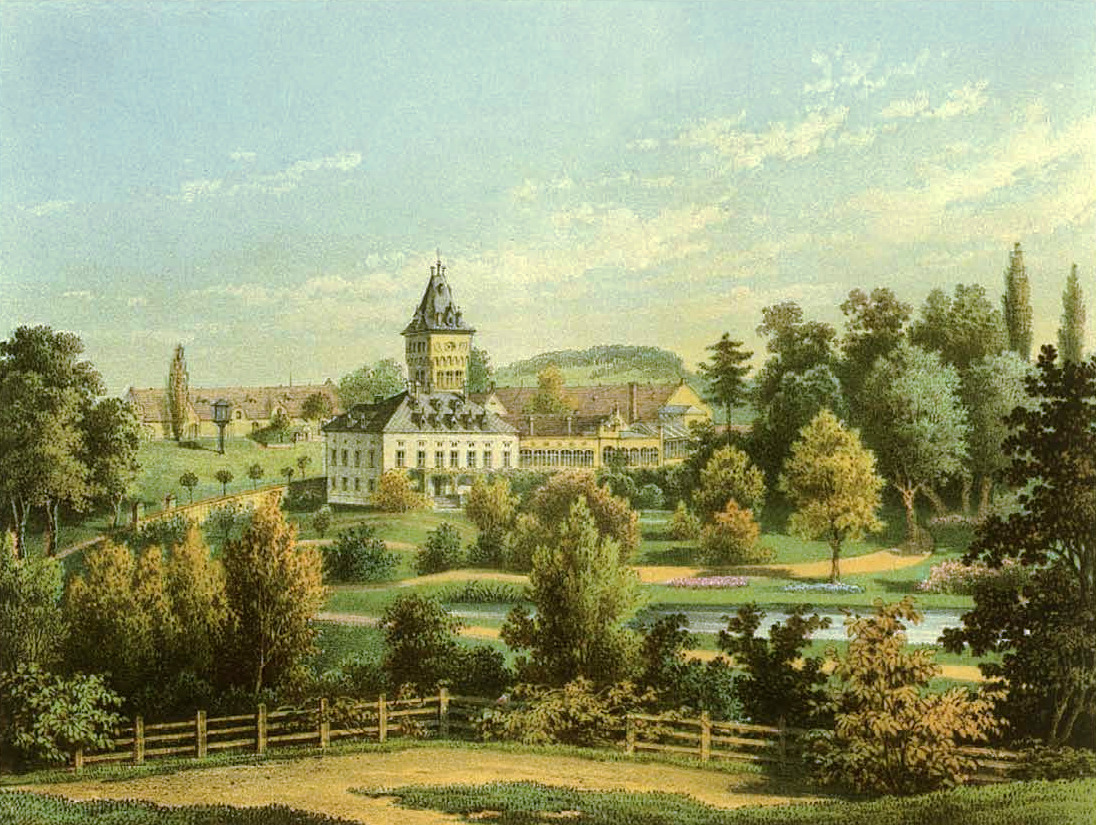
Château de Peilau-Glasdishof. Il est en cours de restauration en 2014
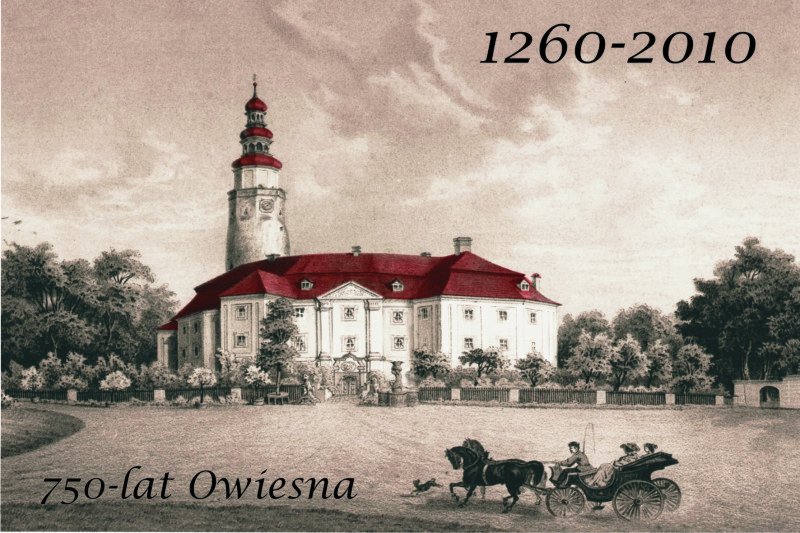
Château de Habendorf/Owiesno en 1850. Dans ce lieu est née la mère de Karl Wilhelm, Sophie Magdalène von der Heyde. En 2014, le château, en ruines, appartenait à un propriétaire privé (https://www.youtube.com/watch?v=8z8gOX841WU&feature=youtu.be les ruines en images)
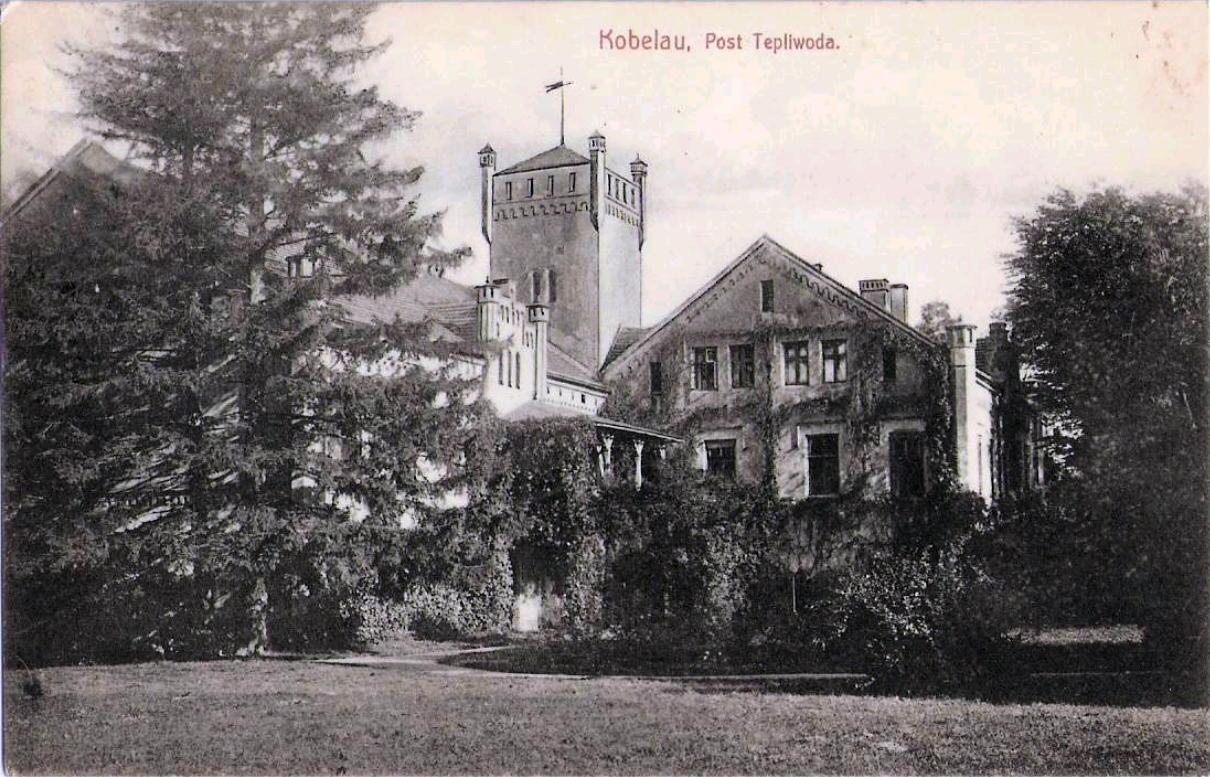
Château de Kobelau/Kobyla Glowa en 1914. Il est en ruines en 2014.
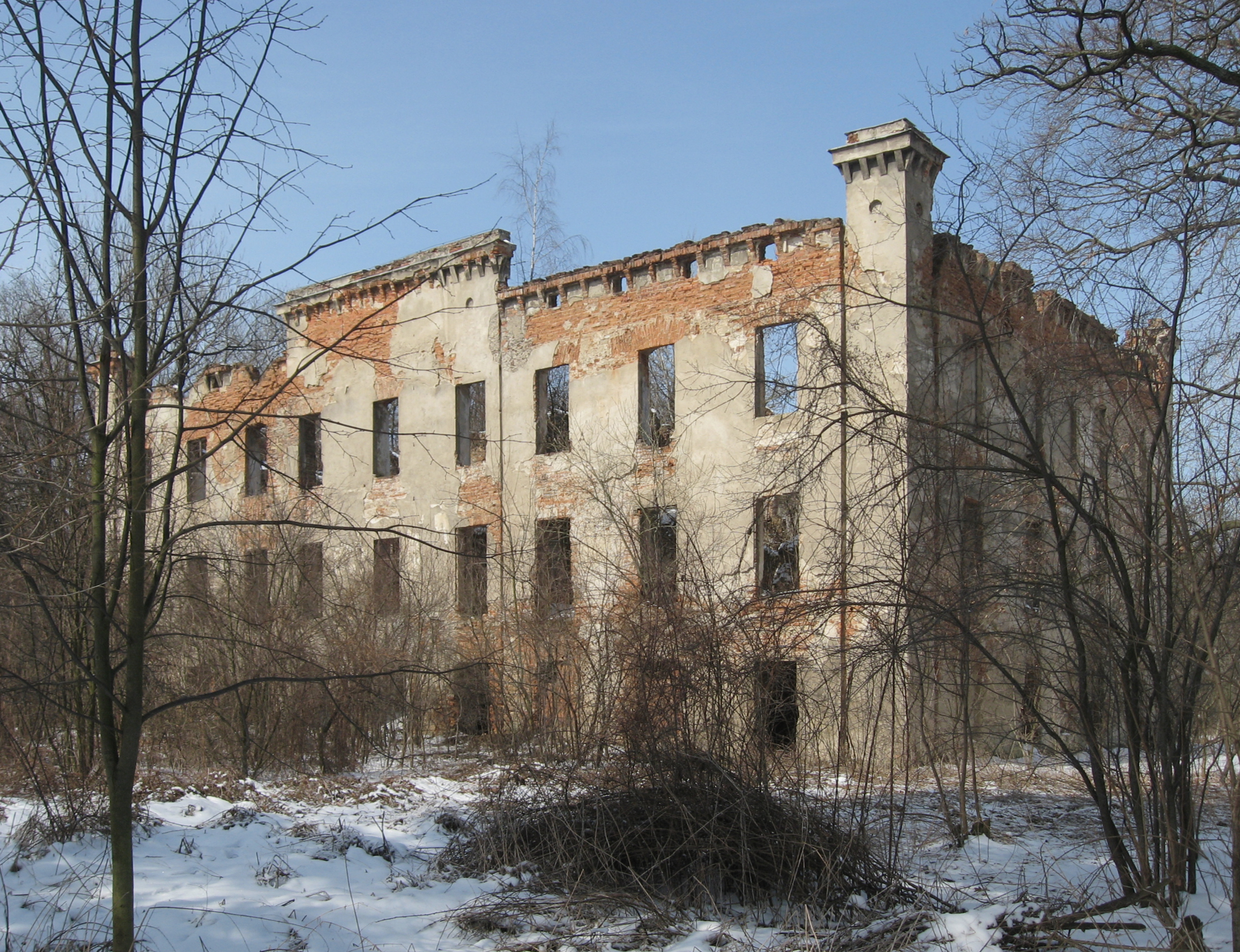
Les ruines en 2013 du château de Arnsdorf/Milikowice Swidnica, en Silésie
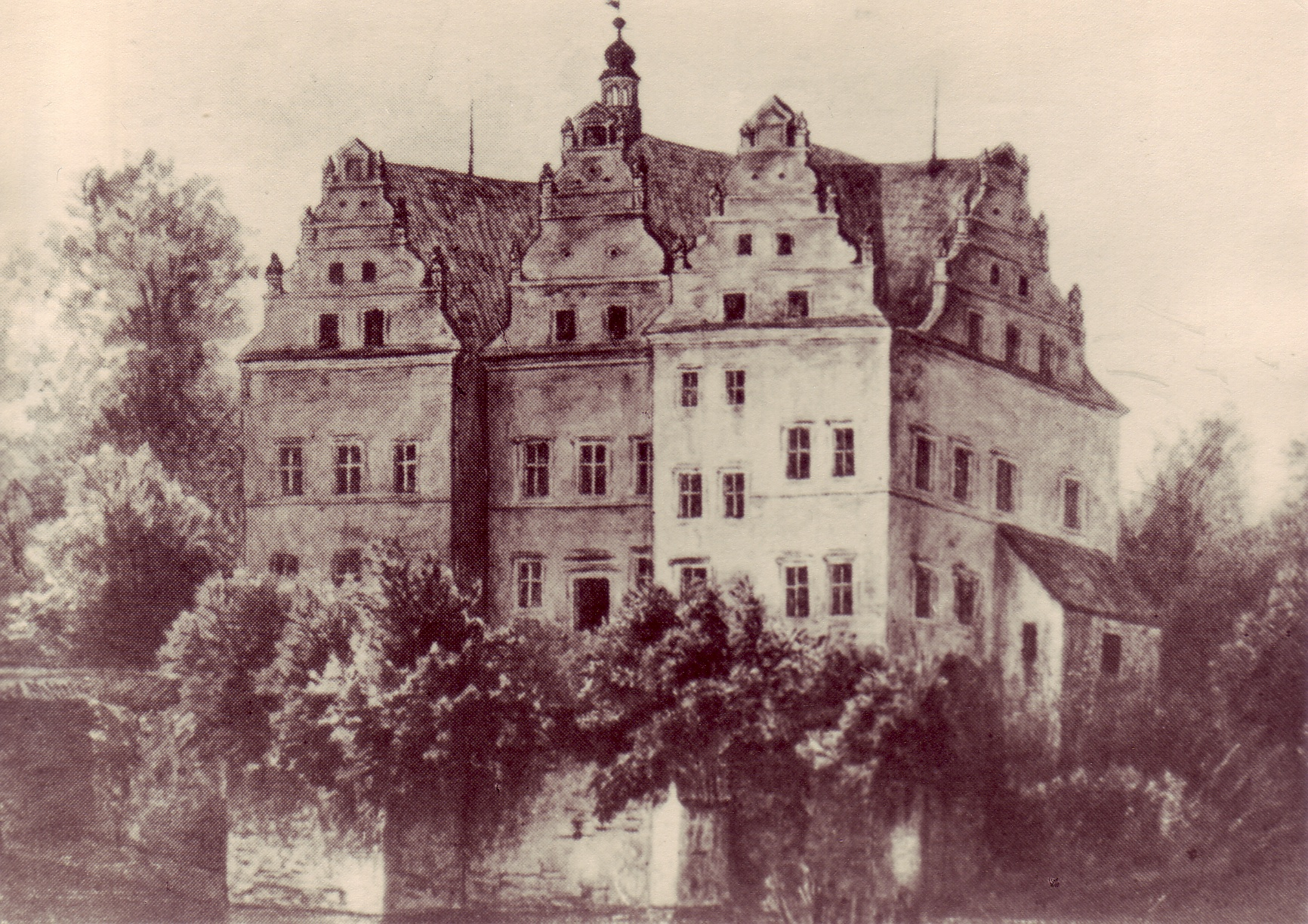
Château de Groß Wilkau (de). Il est dans un état proche de l'abandon en 2014.
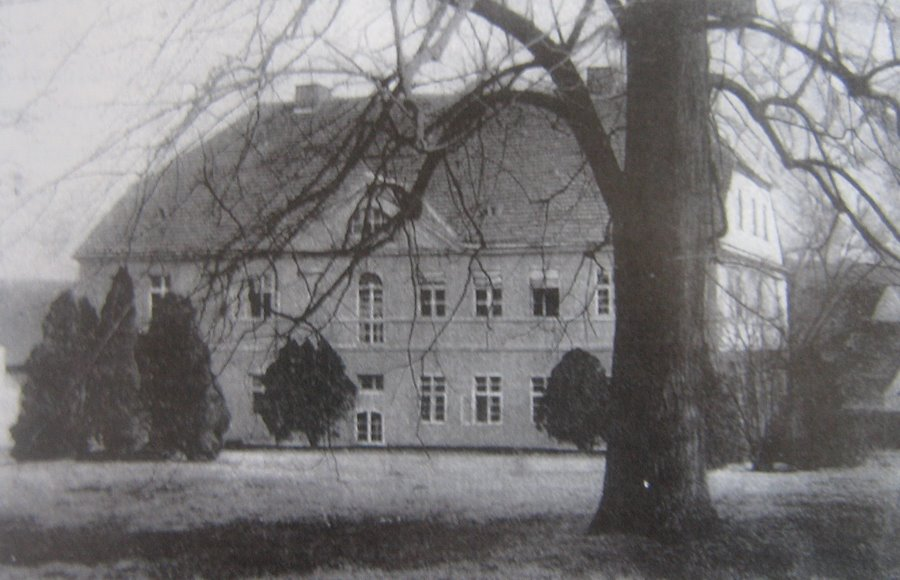
1920 manoir de Kunsdorf/Podlésie Niemcza. Il est dans un état proche de l'abandon en 2014.
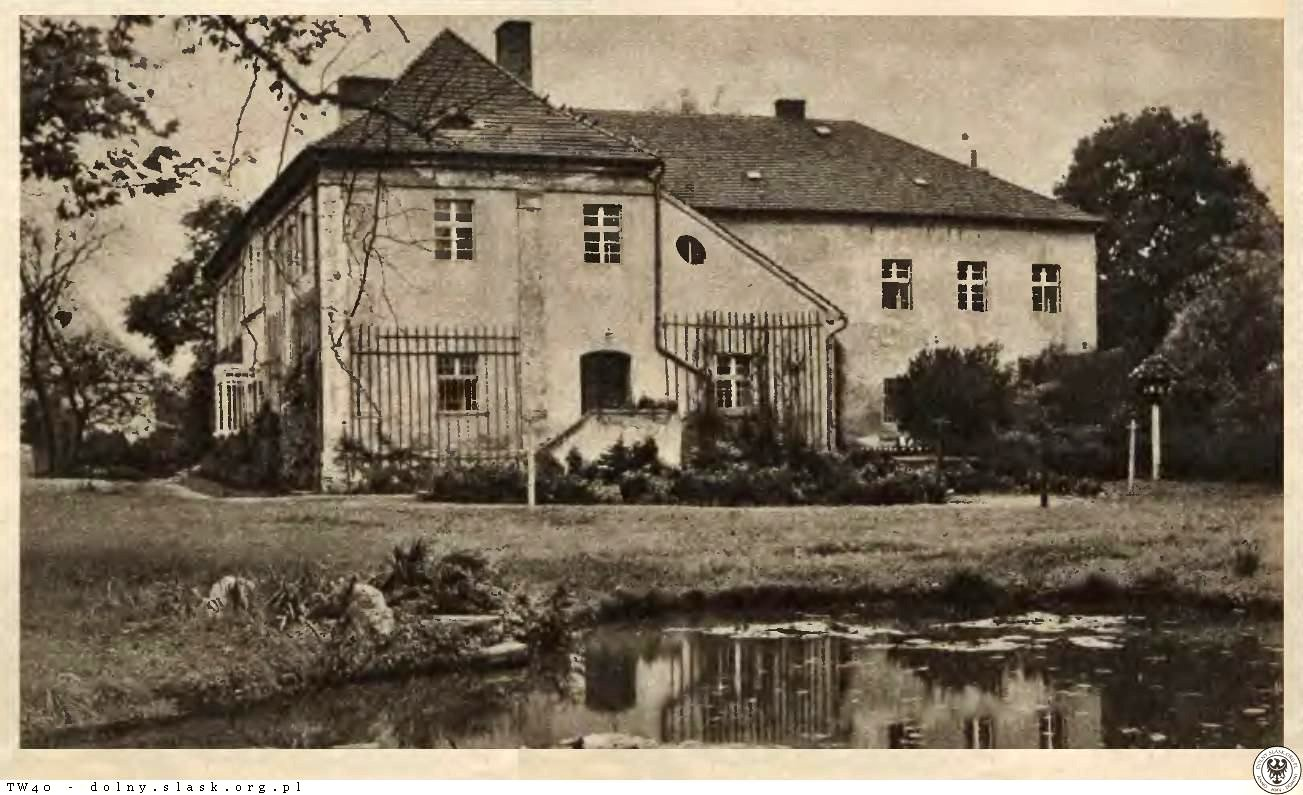
1900 Château de Pristram/Przystronie
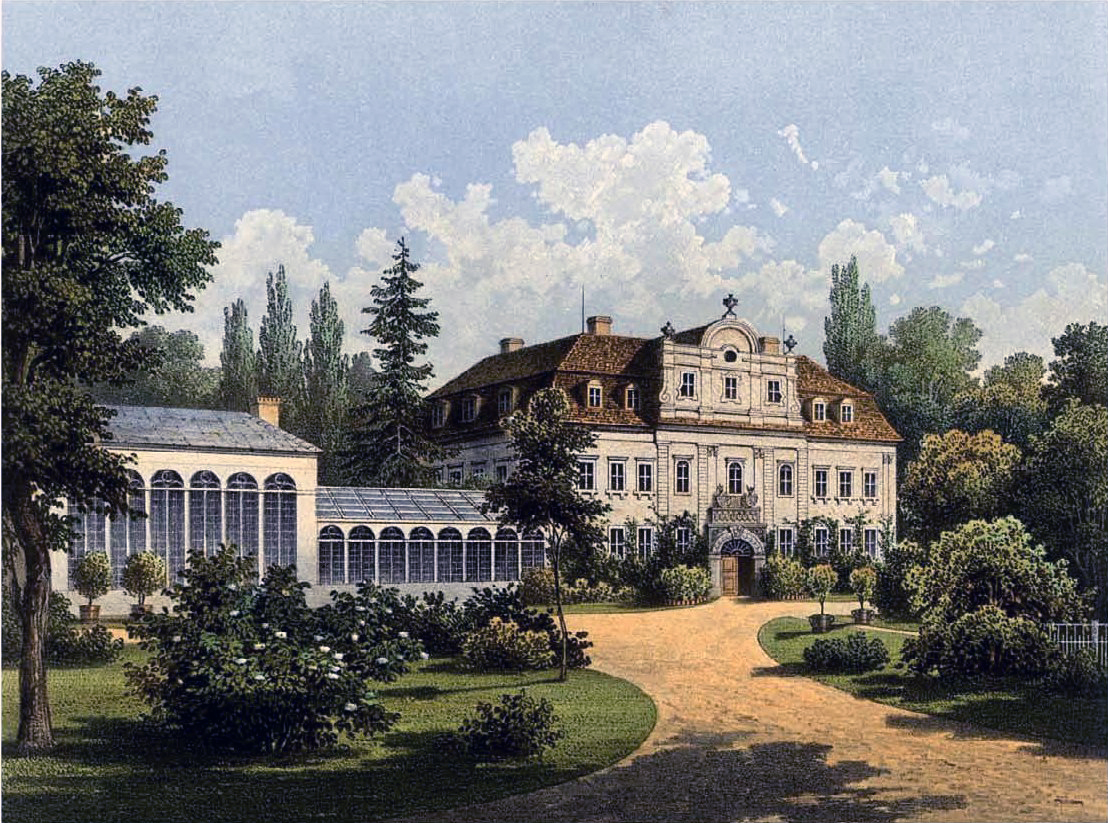
1860 Château Kittelau/Kietlin. Il est entièrement restauré en 2013
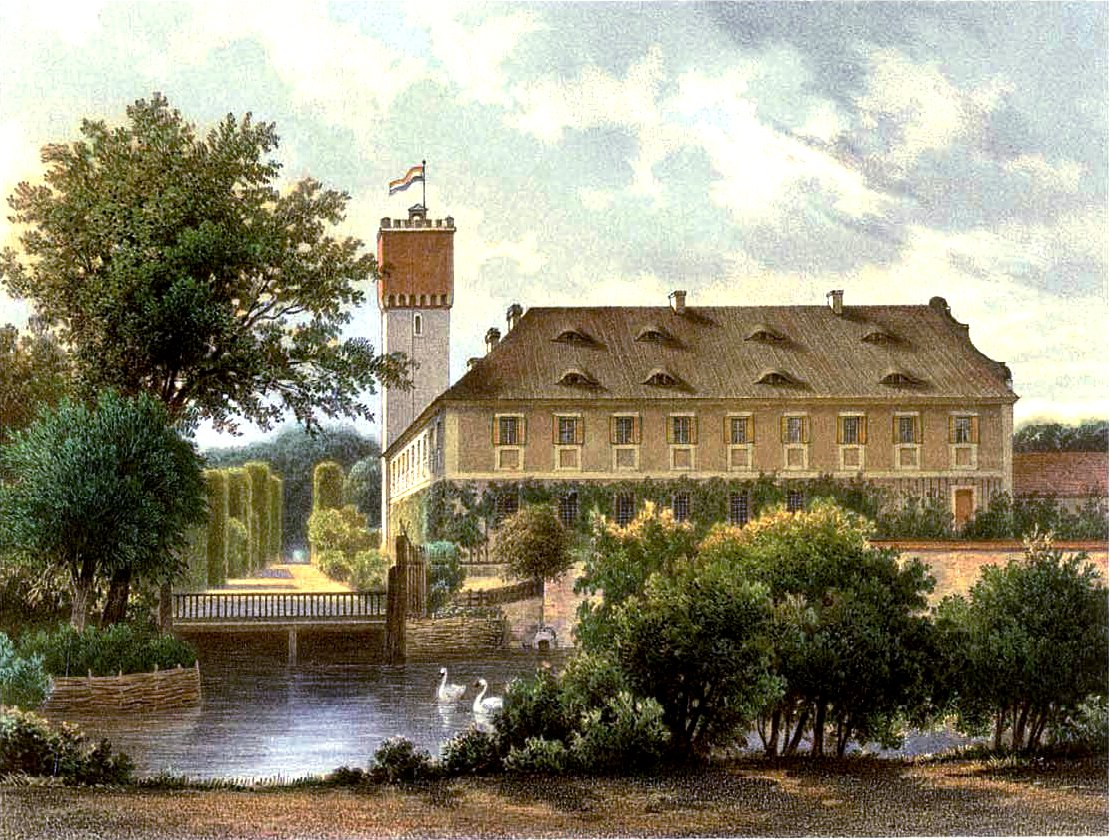
1860 Manoir de Schlanz/Krzyzowice à 6 km de Kobierzyce en Pologne. 2014, ce manoir est restauré. Propriété de Benno von Tschirschky-Reichell (1810-1878)
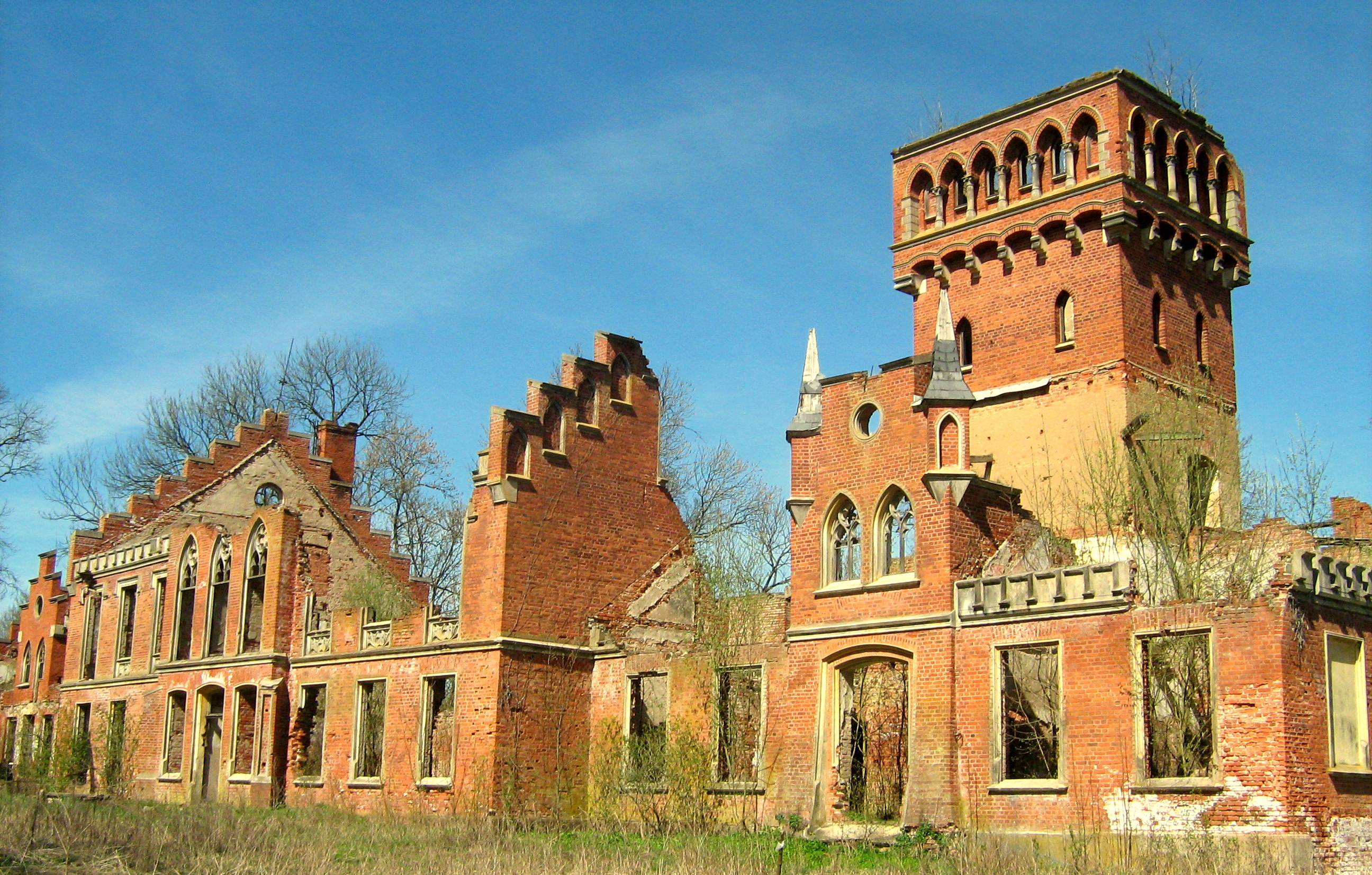
Ruine du château Prassen (Prosna Korsze en Pologne), appartenant au comte Richard zu Eulenburg (1838-1909), marié en 1868 avec Euphémie von Tschirschky-Reichell (1824-1924). Le château a été détruit en 1945.
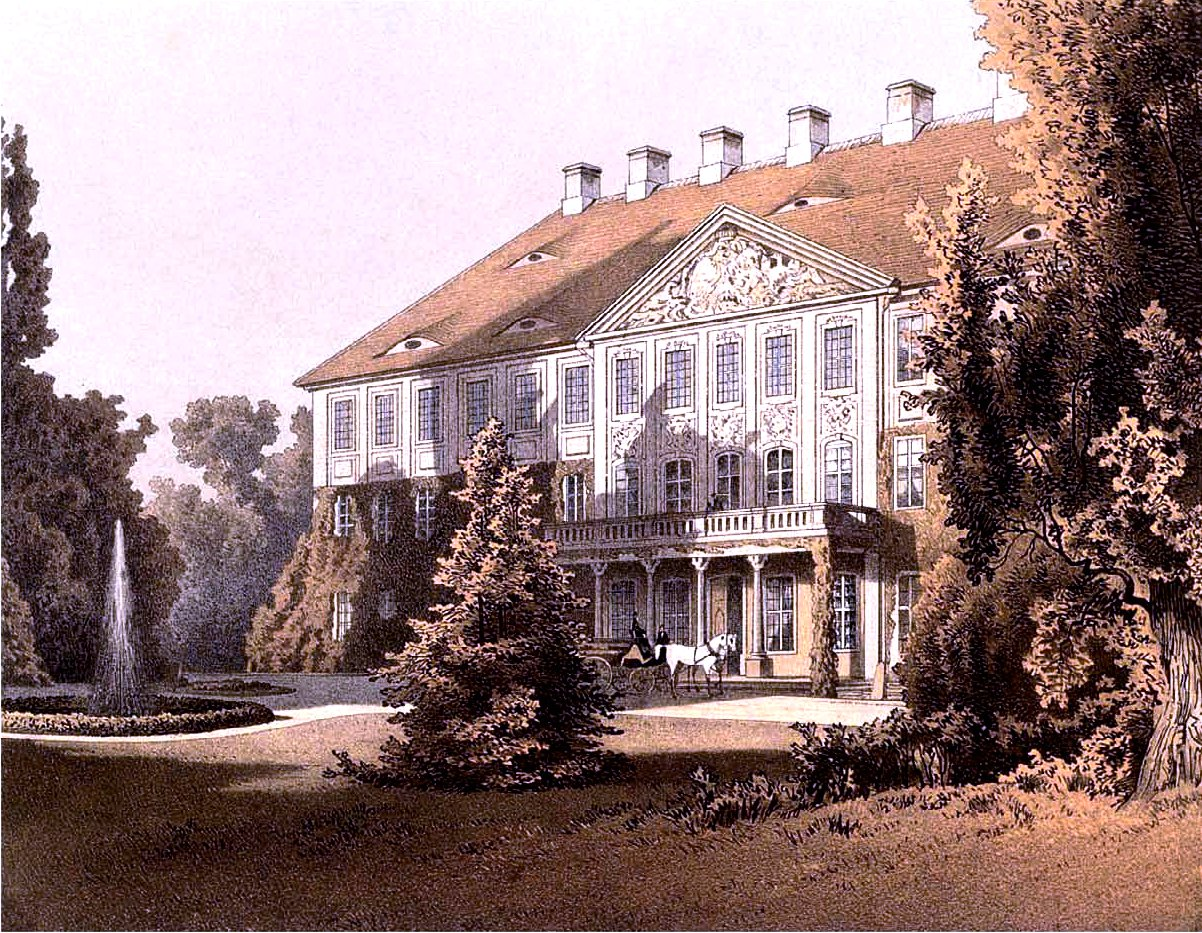
1860 château Uhyst construit en 1738-1742 par Friedrich Caspar Graf von Gersdorff.
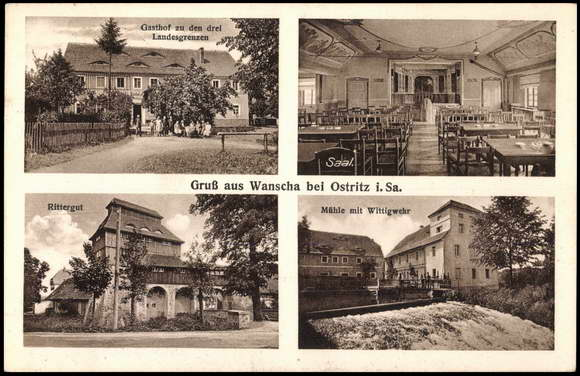
1938 carte postale d'une partie de la propriété de Wanscha près de Ostritz en saxe Allemagne. Propriété de Friedrich ludwig Von Tschirschky und Bögendorff (1769–1829)
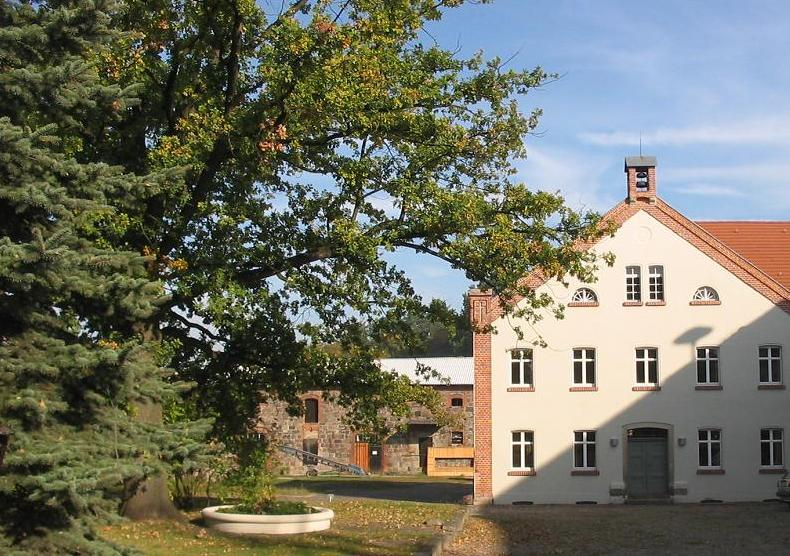
2006 le manoir de Klein Glien, près de Berlin. Il est rénové et transformé en hôtel
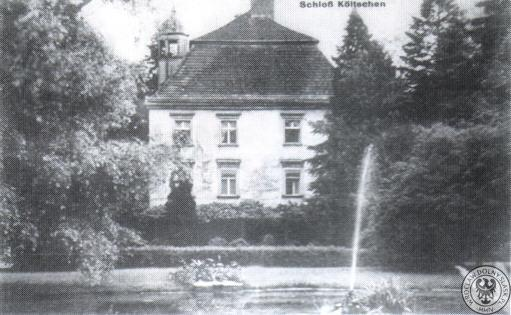
1940 Château de Költschen(Kielczyn) comté de Reichenbach avant 1945. Il a appartenu en 1921 à Fritz Gunther et à sa femme. Il est en ruines en 2014.
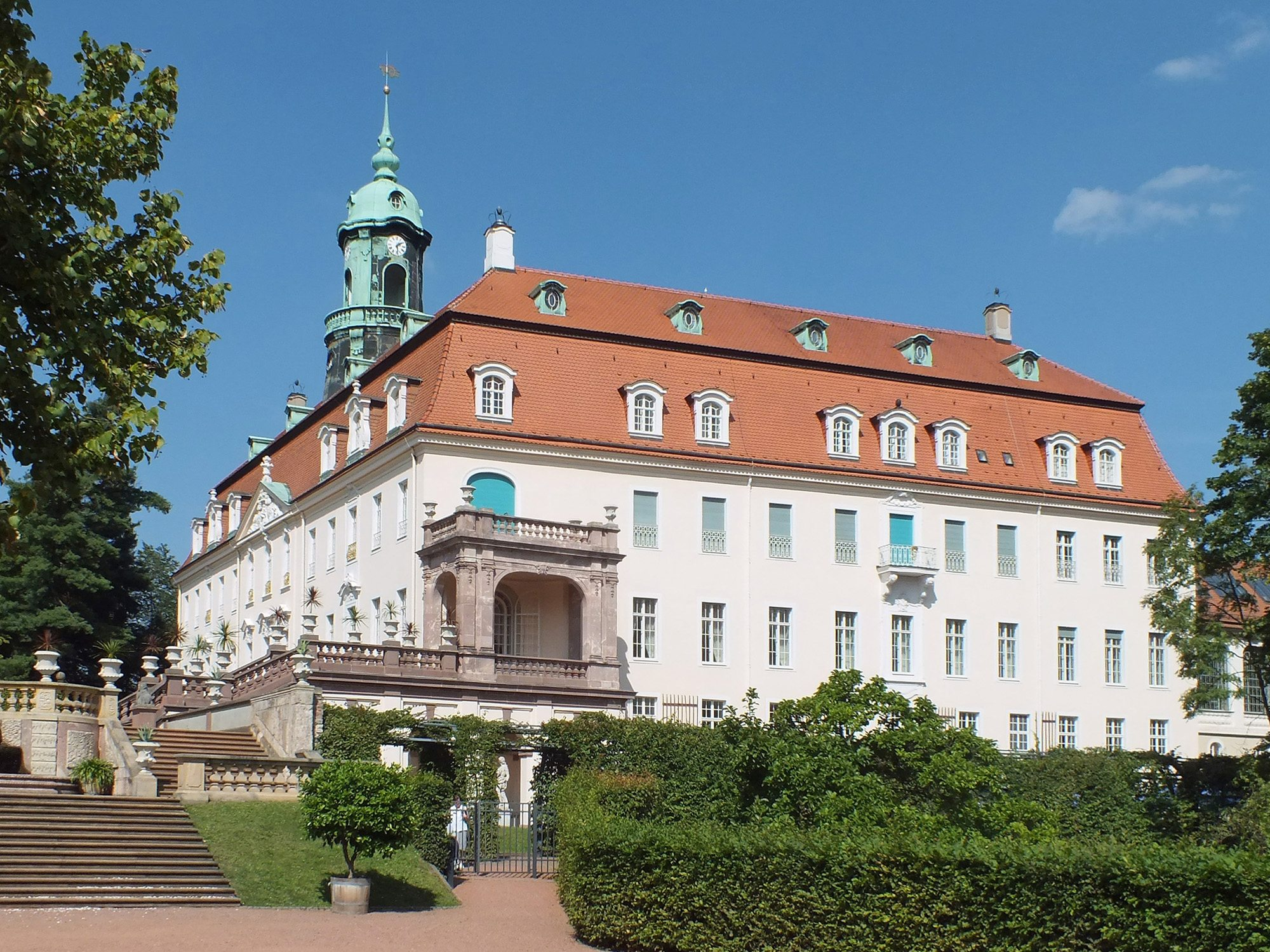
2011 château de Lichtenwalde où Hedwig Sibylle von Tschirschky und Bögendorff (1862-1951) fut chassée par les russes en 1945. Elle mourut dans une petite maison à côté du château.
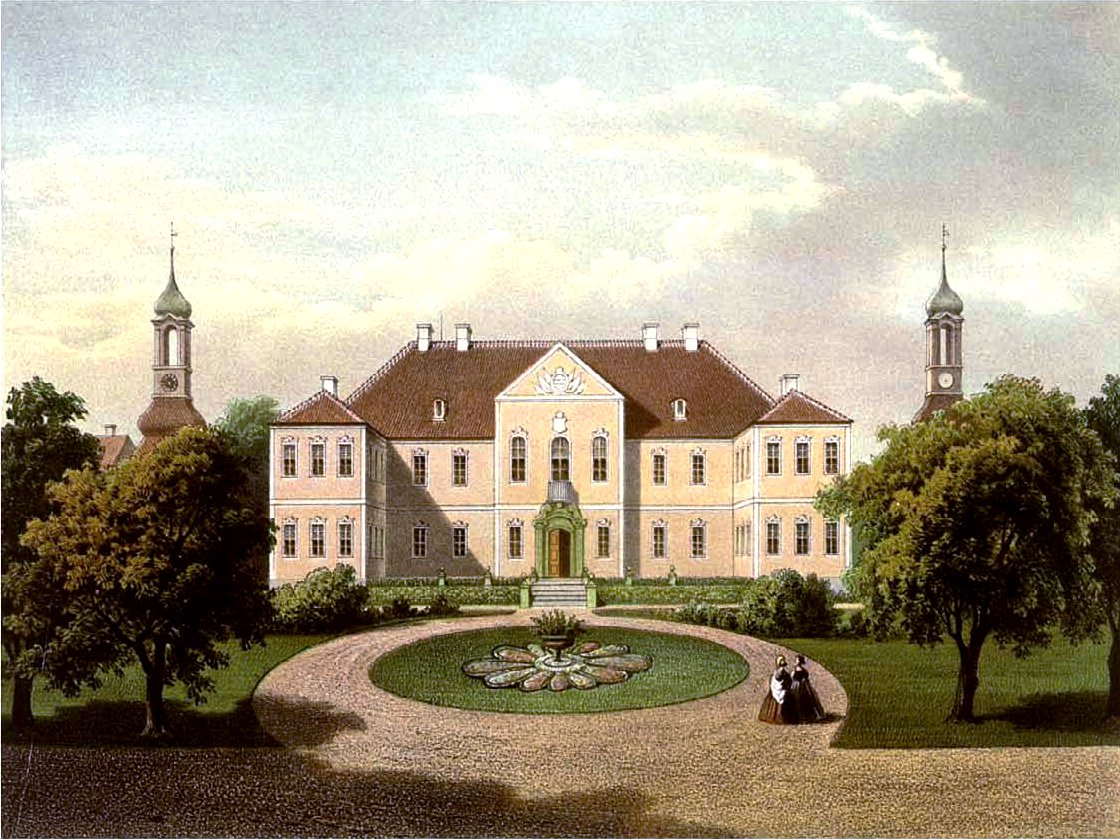
1860-1880 château de Boyadel où Ernestine Henriette Charlotte von Tschirschky und Bögendorff (1799-1850) décéda. Elle était l'épouse de Alexander Otto konrad von Kottwitz (1783-1854)
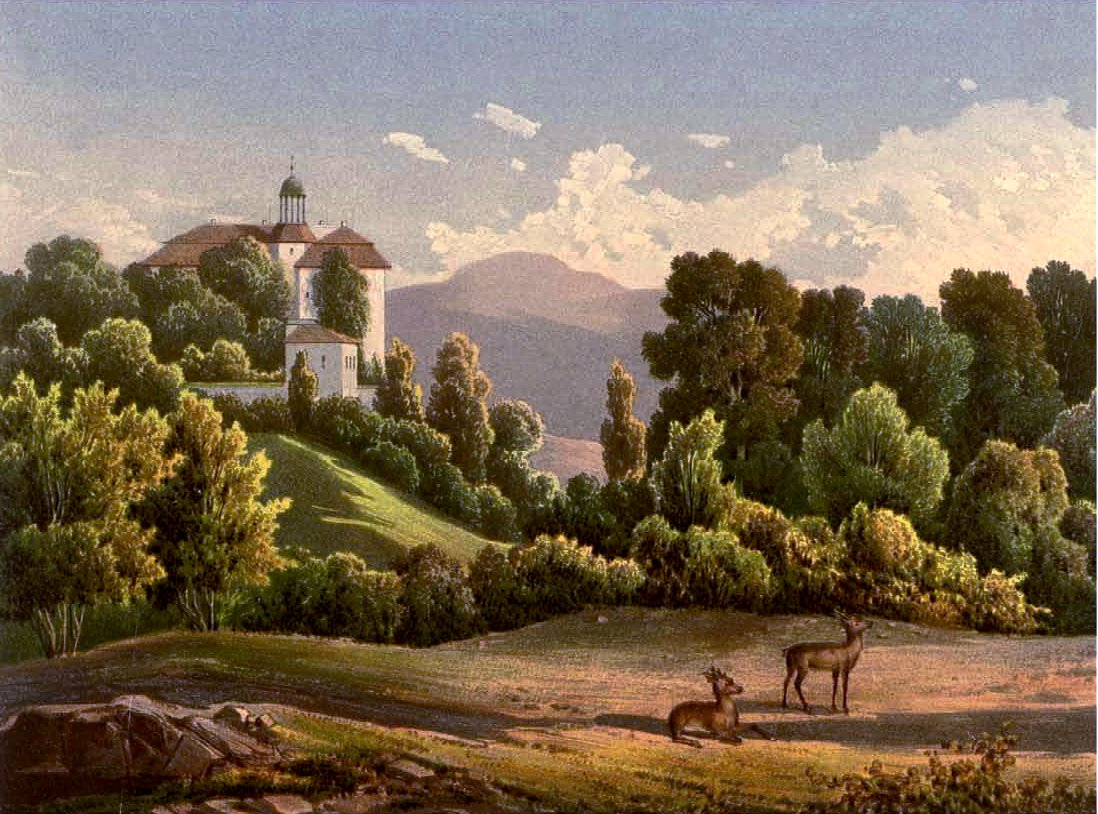
1857-1883 Château de Domanze qui fut acheté en 1771 par Ernst Sigismund von Tschirschky und Bögendorff (1727–1800)[36]. Revendu en 1832 au futur Général de la Cavalerie et ministre-président, le comte Friedrich Wilhelm Graf von Brandenburg. En 2014 le château est en cours de restauration.
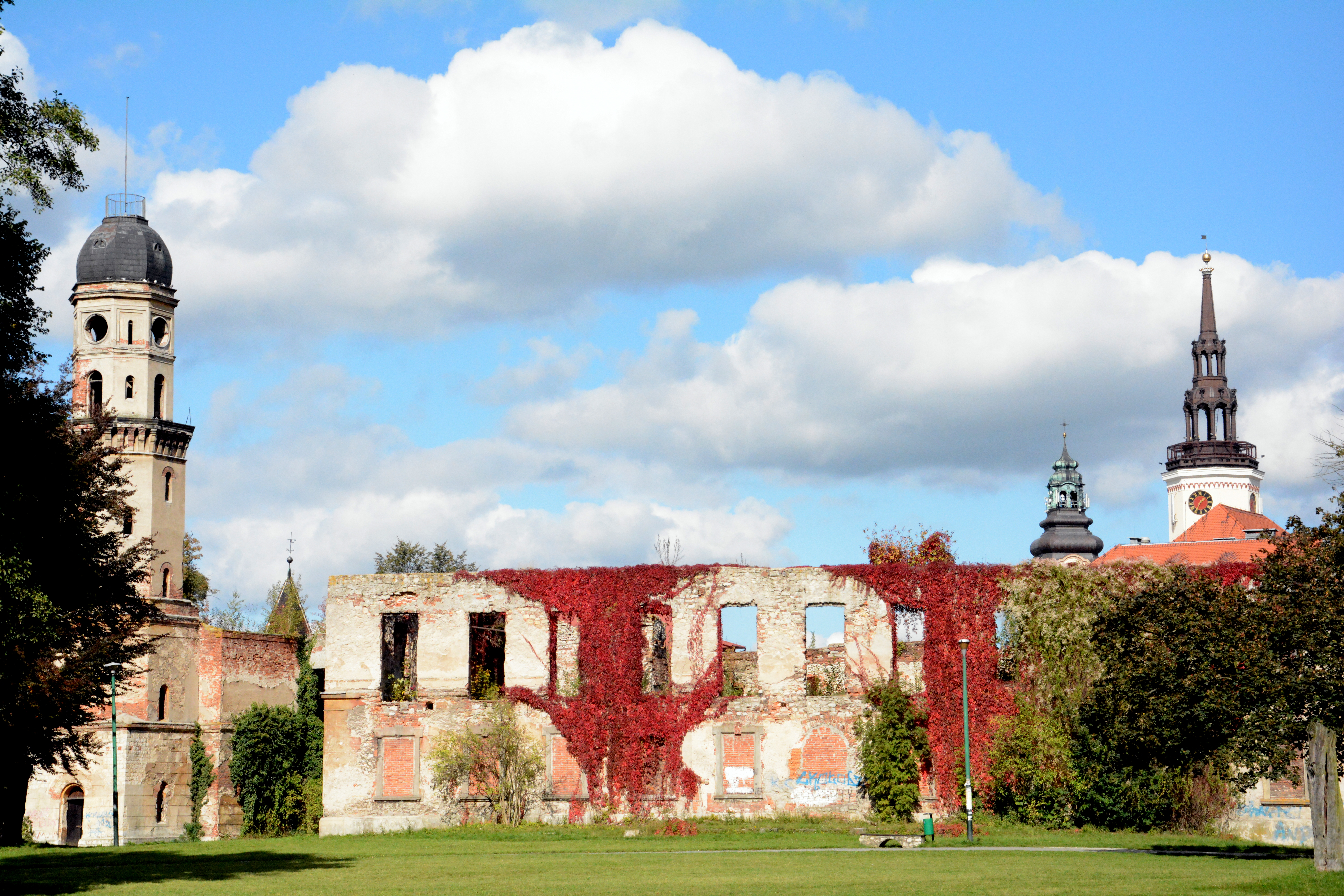
2013 les ruines du château de Groß-Strehlitz/Strzelce Opolskie du comte Mortimer von Tschirschky (1844-1908)[37].